# Ernst Krenek

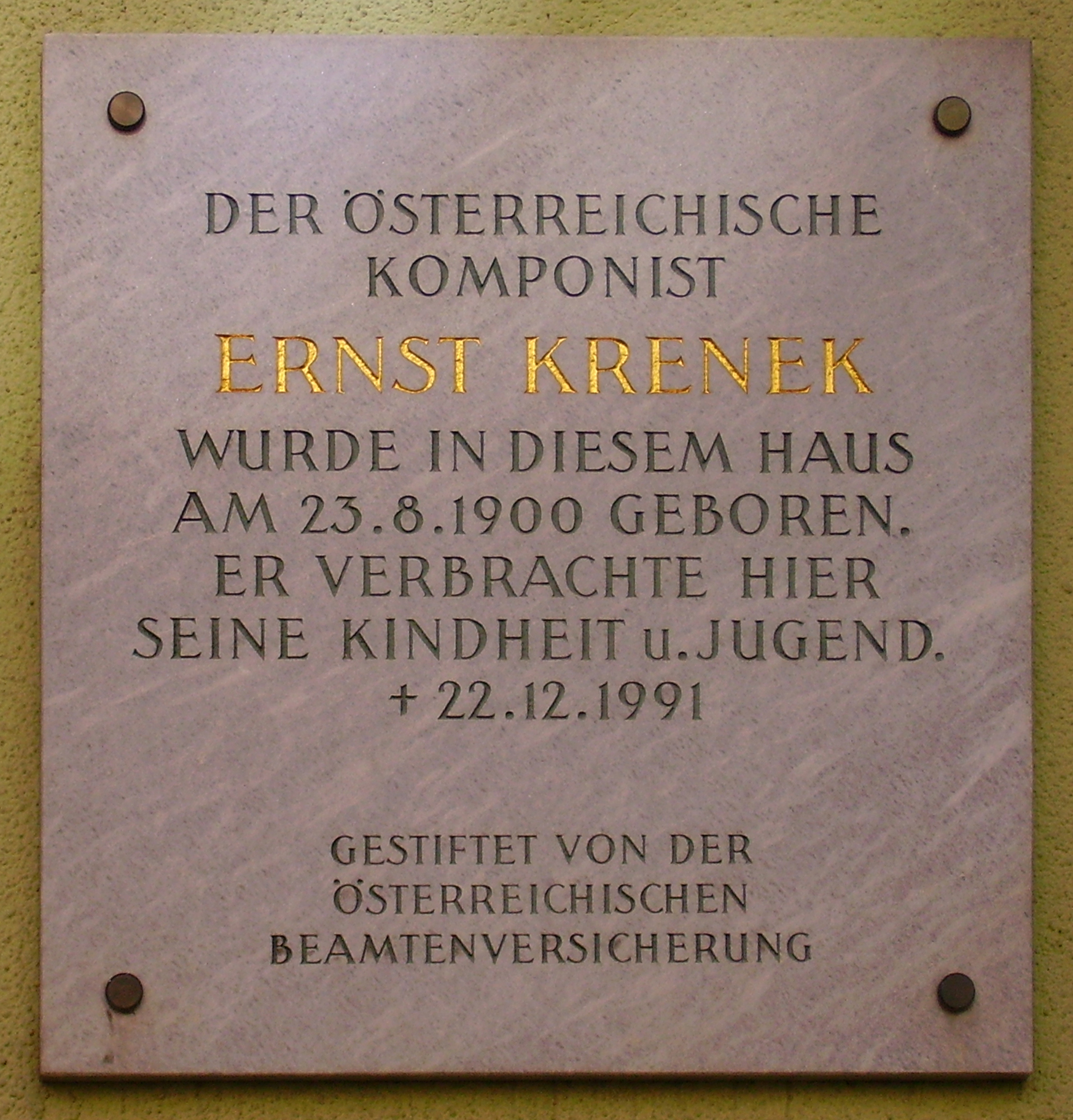
Placa conmemorativa de Ernst Krenek en su casa natal de Viena.

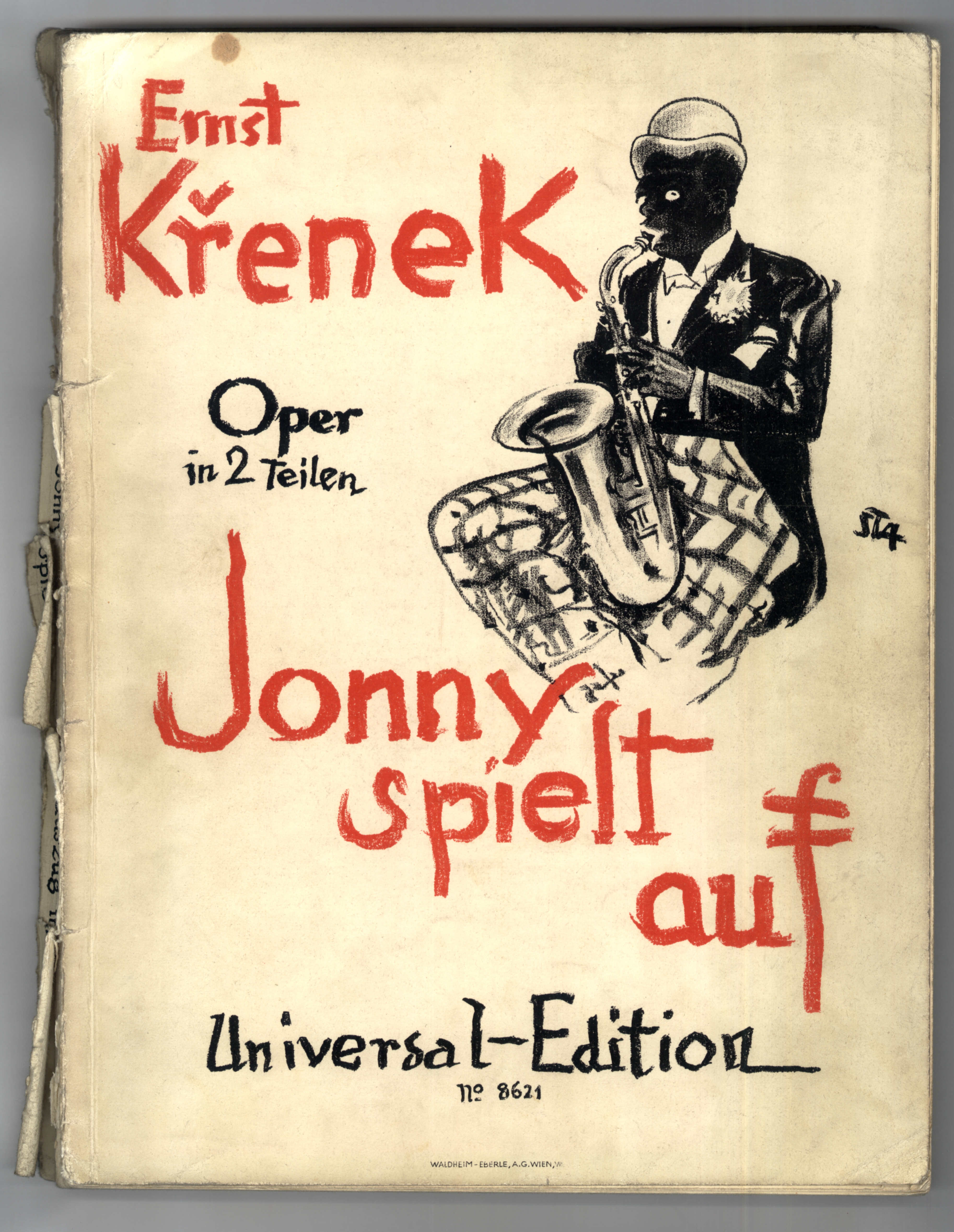
Programa de mano de la ópera Jonny spielt auf de Krenek.

Ernst Heinrich Krenek (Viena, 23 de agosto de 1900 - Palm Springs (California), 22 de diciembre de 1991) fue un compositor austriaco nacionalizado estadounidense en 1945. Procedía de una familia checa, pero Krenek insistió siempre que su apellido debía escribirse Krenek y no Křenek, y que debía pronunciarse como una palabra alemana. Krenek experimentó con la atonalidad y otros estilos contemporáneos, incluidos el dodecafonismo y el jazz. También redactó numerosos libros sobre música, entre otros un estudio sobre Johannes Ockeghem (1953). Otros títulos son: Música aquí y ahora (1939) y Horizontes circulares: reflexiones sobre mi música (1974).

## Biografía
Krenek inició sus estudios en Viena y los prosiguió en Berlín con Franz Schreker. Trabajó en numerosos teatros de ópera alemanes como director. Durante la Primera Guerra Mundial, Krenek fue reclutado por el Ejército Austriaco y destinado a Viena, donde pudo continuar con sus estudios musicales. 
En 1922 conoció a la hija de Gustav Mahler, Anna, y a su madre, Alma Mahler, quien le propuso que completara la última sinfonía de su marido, que había muerto sin terminarla. Krenek colaboró en la edición de los movimientos primero y tercero de la Sinfonía n.º 10 de Mahler, pero no hizo más. En 1924 se casó con Anna, de la que se divorció antes de cumplir un año de matrimonio.
El Partido Nazi impidió en 1933 a Krenek desarrollar su trabajo como periodista y como compositor. La música incidental de Krenek para la obra de Goethe Triumph der Empfindsamkeit fue cancelada en Mannheim; la Ópera Estatal de Viena anuló el estreno de su ópera Karl V (inspirada en la figura del emperador Carlos, y la música jazzística de su ópera Jonny spielt auf fue incluida en la exposición Arte degenerado de Múnich (1937). 
Ante este acoso, Krenek se trasladó a los Estados Unidos en 1938. Allí impartió clases en varias universidades, entre otras en la Universidad Hamline de Saint Paul (Minnesota) entre 1942 y 1947.
Se naturalizó estadounidense en 1945.

## Estilo musical
En la música de Krenek hay gran variedad de estilos. Su obra de juventud muestra un lenguaje tardorromántico, por influencia de su profesor Franz Schreker. Más tarde practicó la atonalidad, pero un viaje a París le sirvió para familiarizarse con la obra de Ígor Stravinski y del grupo de compositores franceses de Les Six, lo que le llevó a Krenek a adoptar un estilo neoclásico. 
Su ópera Jonny spielt auf («Jonny empieza a tocar», 1926) está influida por el jazz, música entonces de moda que se tocaba en toda Europa. Esta ópera llegó a hacerse tan popular (pese a las protestas de los nazis) que todavía hoy existe una marca de cigarrillos en Austria que se llama «Jonny». Krenek empezó a escribir en un estilo neorromántico (para el que tomó como modelo a Franz Schubert): Reisebuch aus den österreichischen Alpen es un ejemplo de ello; más tarde se acercó al Dodecafonismo de Arnold Schoenberg y escribió una ópera entera -Karl V (1931-33)- con esta técnica. En su Lamentatio Jeremiae prophetae (1941–42) combinó el dodecafonismo con las técnicas contrapuntísticas del siglo XVI. También compuso música electrónica y aleatoria.

## Alumnos
Estre sus discípulos en Estados Unidos se encuentran los compositores George Perle, Robert Erickson y el panameño Roque Cordero. Glenn Gould mostró también siempre su admiración por Krenek y grabó su Sonata n.º 3 para piano.

## Catálogo (selección)

### Óperas
- Die Zwingburg op. 14 (compuesta en 1922; estrenada en la Staatsoper Unter den Linden de Berlín, 1924; partitura publicada por Universal Edition -UE-)
- Der Sprung über den Schatten, op. 17 (1923; Fráncfort del Meno 1924, UE)
- Orpheus und Eurydike, op. 21 (1923; Kassel, 1926; Ed. UE)
- Bluff op. 36 (1924/5)
- Jonny spielt auf, op. 45 (Leipzig, 1927, Ed. UE)
- Der Diktator op. 49 (Hessisches Staatstheater, Wiesbaden, 1928; Ed. UE)
- Das geheime Königreich op. 50 (Wiesbaden, 1928; Ed. UE)
- Schwergewicht, oder Die Ehre der Nation op. 55 (Wiesbaden 1928; Ed. UE)
- Leben des Orest, op. 60 (1929, Leipzig, 1930; Ed. UE)
- Kehraus um St. Stephan op. 66 (1930; Ed. Bärenreiter)
- Karl V, op. 73 (1933; Praga 1938; revisada en 1954; Ed. UE)
- Cefalo e Procri op. 77 (Bienal de Venecia, 1934; Ed. UE)
- Tarquin op. 90 (1940; Colonia, 1950; Ed. UE)
- What Price Confidence? op. 111 (1945; Saarbrücken 1960; Ed. Bärenreiter)
- Dark Waters op. 125 (Los Ángeles 1950, Ed. Bärenreiter)
- Pallas Athene weint op. 144 (Ópera Estatal de Hamburgo, 1955; Ed. Schott/Universal)
- The Bell Tower op. 153 (1956, Urbana (Illinois), 1957; Ed. Bärenreiter)
- Ausgerechnet und verspielt op. 179 (Viena, 1962; Ed. Bärenreiter)
- Der goldene Bock, op. 186 (1963; Hamburgo, 1964; Ed. Bärenreiter)
- Der Zauberspiegel, op.192 (Múnich, 1966; Ed. Bärenreiter)
- Sardakai, oder Das kommt davon, op. 206 (1969; Hamburgo 1970; Ed. Bärenreiter)
- Flaschenpost aus Paradies, op. 217 (1973, ORF Wien, inédita)

### Ballets
- Mammon op. 37 (1925)
- Der vertauschte Cupido op. 38 (1925)
- Eight Column Line op. 85 (1939)

### Sinfonías
- Sinfonía n.º 1, op. 7 (1921)
- Sinfonía n.º 2, op. 12 (1922)
- Sinfonía n.º 3, op. 16 (1922)
- Sinfonía para cuerda y percusión, op. 34 (1924-25)
- Pequeña Sinfonía, op. 58 (1928)
- Sinfonía n.º 4, op. 113 (1947)
- Sinfonía n.º 5, op. 119 (1949)
- Sinfonía Atenea Palas, op. 137 (1954)

### Conciertos y obras concertantes
- Concierto para violín n.º 1, op. 29
- Pequeño concierto para clave, órgano y orquesta de cámara, op. 88
- Concierto para violín, piano y pequeña orquesta, op. 124
- Concierto para arpa y orquesta de cámara, op. 126
- Concierto para violonchelo n.º 1, op. 133
- Concierto para violín n.º 2, op. 140
- Capriccio para violonchelo y orquesta, op. 145
- Concierto para violonchelo n.º 2, op. 236
- Cuatro conciertos para piano
- Conciertos para órgano (incluido el concierto op. 230 para órgano y orquesta de cuerda, y el op. 235 para gran orquesta)

### Música vocal

#### Obras corales
- Die Jahreszeiten, op. 35 (1925) (con texto de Friedrich Hölderlin)
- Kantate von der Vergänglichkeit des Irdischen, op. 72 (1932)
- Lamentatio Jeremiae prophetae, op. 93 (1941–2)
- Santa Fe Timetable, op. 102 (1945)
- Missa duodecim tonorum, op. 165, para coro mixto y órgano (1957–8)
- O Holy Ghost, op. 186A (1964)
- Three Madrigals, a cappella (1960)

#### Vocal (con piano, salvo otra indicación)
- Lieder, op. 19 (textos de Otfried Krzyzanowski y Friedrich Gottlieb Klopstock
- O Lacrymosa op. 48 (1926); texto de Rainer Maria Rilke escrito a petición del compositor (también hay una versión orquestada, op. 48a)
- Reisebuch aus den österreichischen Alpen (texto del compositor), op. 62 (1929)
- The Ballad of the Railroads op. 78 (1944, texto del compositor)
- Sestina (texto del compositor), op.161, para soprano y ocho instrumentos (1957)

### Música de cámara

#### Cuartetos de cuerda
- Cuarteto de cuerda n.º 1, op. 6
- Cuarteto de cuerda n.º 2, op. 8
- Cuarteto de cuerda n.º 3, op. 20
- Cuarteto de cuerda n.º 4, op. 24
- Cuarteto de cuerda n.º 5, op. 65
- Cuarteto de cuerda n.º 6, op. 78
- Cuarteto de cuerda n.º 7, op. 96
- Cuarteto de cuerda n.º 8, op. 233

#### Sonatas
- Para piano:
  - n.º 1, op. 2 en mi bemol mayor (1919)
  - n.º 2, op. 59
  - n.º 3, op. 92
  - n.º 4, op. 92[1]
  - n.º 4, op. 114
  - n.º 5, op. 121
  - n.º 6, op. 128
  - n.º 7, op. 240
- Para violín:
  - Para violín y piano n.º 1 op. 3 en fa sostenido menor
  - Para violín y piano n.º 2 op. 99
  - Para violín solo n.º 1, op. 33
  - Para violín solo n.º 2, op. 115

#### Otras obras
- Serenata para clarinete y trío de cuerda, op. 4
- Suite para violonchelo solo, op. 84
- Suite para guitarra, op. 164
- Trío de cuerda, op. 118
- Trío de cuerda Parvula Corona Musicalis: ad honorem Johannis Sebastiani Bach, op. 122
- Trío de cuerda en 12 estaciones, op. 237
- Monólogue para clarinete solo (1956)

### Música electrónica
- Spiritus Intelligentiae, Sanctus, op. 152, para dos voces y cinta (1956)
- San Fernando Sequence, op. 185 (1963)
- Exercises of a Late Hour, op. 200 (1967)
- Orga-Nastro, op. 212, órgano y cinta (1971)
- They Knew What They Wanted, op. 227, narrador, oboe, piano, percusión y cinta (1977)